# Let's Dance + 13 favoriter
Let's Dance är ett studioalbum av den svenska sångerskan Anna Book. Albumet gavs ut den 2006 och innehåller olika dansversioner av kända sånger.

## Låtlista
1. Andalucia (Diedricson-Hedström-Svenling) Dans samba/103 BPM
2. The Shoop Shoop Song (It's in His Kiss) (Clark) Dans chachacha/124 BPM
3. I Only Wanna be with You (duett med David Watson) (Hawker-Raymonde)Dans chachacha/126 BPM
4. Ain't That Just the Way (Larson-Philips-Beland) Dans rumba/94 BPM
5. ABC (Contra-Frisen-Almgren) Dans jive/174 BPM
6. Sway (Ruiz-Traconis-Gimbel) Dans chachacha/127 BPM
7. Be my baby (Barry-Spector-Greenwich) Dans slowfox/120 BPM
8. La Isla Bonita (Madonna-Leonard-Gaitsch) Dans samba/103 BPM
9. Love is in the Air (Vandenberg-Young) Dans samba/119 BPM
10. Let's dance (Lee) Dans jive/162 BPM
11. When I need you (Hammond-Sager) Dans vals/102 BPM
12. Gråt inte mer Argentina (Don't Cry for Me Argentina) Rice (Lloyd-Webber-Lindeborg) Dans paso doble/120 BPM
13. Natural woman (Goffin-King-Wexler) Dans vals/91 BPM

## Listplaceringar
| Lista (2007) | Topplacering |
| ------------ | ------------ |
| Sverige      | 7            |

### Fotnoter
1. ↑  ”Let's Dance”. Swedishcharts. 25 juni 2006. http://swedishcharts.com/showitem.asp?interpret=Anna+Book&titel=Let%27s+Dance+%2B+13+favoriter&cat=a. Läst 27 november 2014.